# مدیر سرویس مخفی ایالات متحده
مدیر سرویس مخفی ایالات متحده، رئیس سرویس مخفی ایالات متحده است و ناظر مانور روزانه می‌باشد.
خدمات پنهان یک آژانس مجری قانون فدرال است که قسمتی از وزارت امنیت میهن ایالات متحده آمریکا است. این سرویس یا خدمات توسط کنگره ملزوم به انجام یک مأموریت دوگانه منحصر به شخص است: مراقبت از زیرساخت‌های مالی و حیاتی ایالات متحده و مراقبت از رهبران کشور.
مدیر، توسط رئیس‌جمهور آمریکا انتخاب می‌شود و به اراده رئیس‌جمهور، کار می‌کند و شامل تأیید سنا نیست. مدیر به وزیر امنیت میهن اطلاع می‌دهد و با دستورهای جمعی آن انجام می‌دهد. بعد از ۱ مارس ۲۰۰۳، سرویس مخفی مجموعه ای از وزارت خزانه‌داری بود.

## تاریخ
رئیس‌جمهور آمریکا، آبراهام لینکلن، قانون ایجاد سرویس پنهان را درتاریخ ۱۴ آوریل ۱۸۶۵، روز ترور او امضا نمود. درتاریخ ۵ ژوئیه ۱۸۶۵ در واشینگتن، دی.سی. به عنوان «جزء خدمات پنهان» وزارت خزانه داری راه اندازی شد. بعد از انتخاب شدن توسط رئیس‌جمهور اندرو جانسون، ویلیام پی وود به عنوان اولین رئیس سرویس پنهان در تاریخ ۵ ژوئیه ۱۸۶۵ توسط وزیر خزانه داری هیو مک کالوچ سوگند یاد کرد.
وقتی که سرویس پنهان افتتاح شد، رئیس آن رئیس سرویس مخفی نامید. در سال ۱۹۶۵، ۴ سال بعداز دوره ریاست جیمز جوزف رولی (۱۹۶۱–۱۹۷۳)، عنوان به مدیر سرویس پنهان تغییر کرد. گسترده‌ترین رئیس سرویس مخفی ویلیام اچ. موران بود که از سال ۱۹۱۷ تا ۱۹۳۶ تحت ۵ رئیس‌جمهور کار کرد.
در تاریخ ۲۷ مارس ۲۰۱۳، رئیس‌جمهور باراک اوباما جولیا پیرسون را به عنوان ۲۳ مدیر سرویس مخفی انتخاب نمود. وی نخستین مدیر زن آژانس شد. در تاریخ ۱ اکتبر ۲۰۱۴، رهبری سرویس پنهان به مدیر جوزف کلنسی، یک مأمور بازنشسته که در گذشته جزو حفاظتی ریاست جمهوری را اداره می‌نمود، تبدیل شد. در ۴ مارس ۲۰۱۷، جوزف کلنسی کارگردان بازنشسته شد و این سمت را تا زمانی که رئیس‌جمهور دونالد ترامپ نامزد جایگزین کرد، خالی گذاشت. در همین حال، ویلیام جی کالاهان به عنوان مسئول سرویس پنهان ایالات متحده از ۴ مارس ۲۰۱۷ تا ۲۵ آوریل ۲۰۱۷ فعالیت می‌نمود. راندولف آلس، دستیار قدیمی کمیس آریای گمرک و حفاظت از مرزهای ایالات متحده، توسط ترامپ به عنوان مدیر انتخاب شد.